# François Cevert

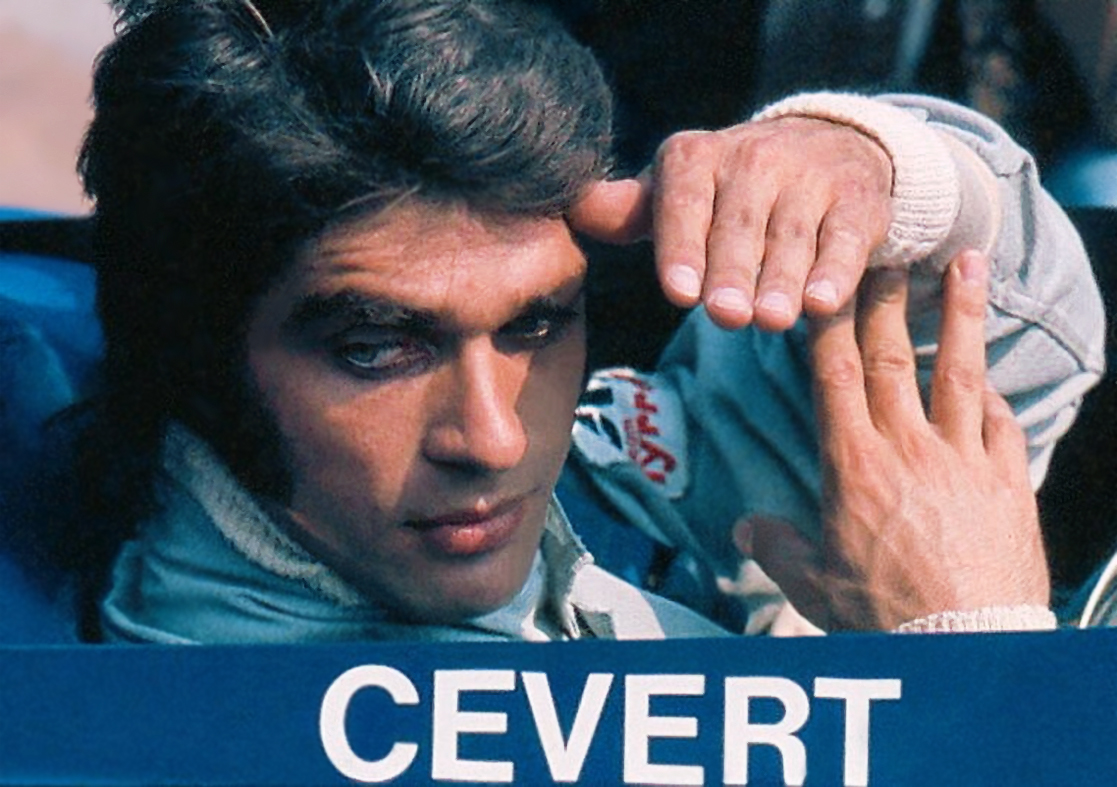
François Cevert, 1973

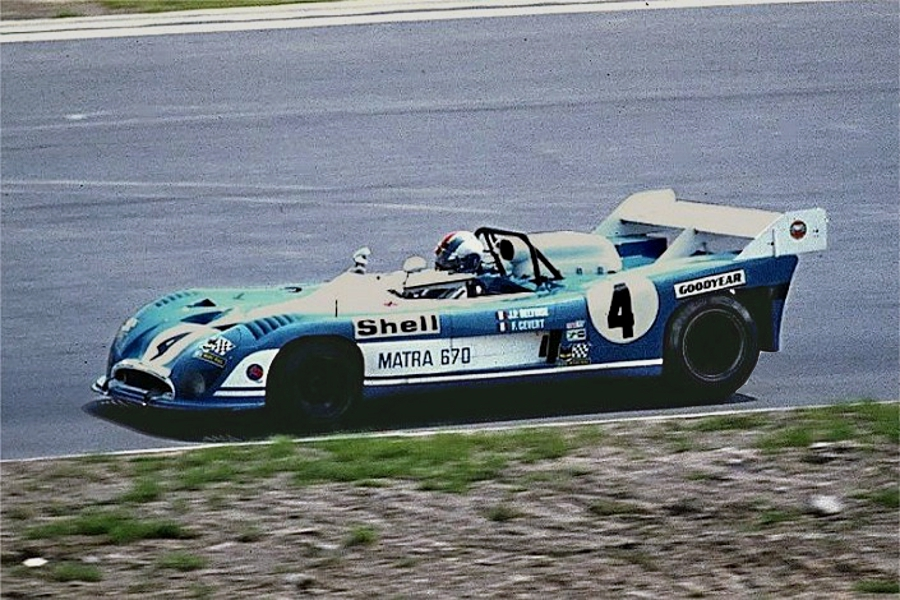
François Cevert, Matra 670, op de Nürburgring 1973

François Cevert (Parijs, 25 februari 1944 - Watkins Glen, 6 oktober 1973) was een Frans autocoureur die actief was begin jaren 70 en die het leven liet in de kwalificatie voor de Grote Prijs van de Verenigde Staten van de Formule 1 op het circuit van Watkins Glen.

## Het begin
François Cevert werd geboren als Albert François Goldenberg, zoon van Charles Goldenberg (1901-1985), een succesvol juwelier, en Huguette Cevert. Tijdens zijn tienerjaren raakte zijn oudere zus Jacqueline bevriend met de coureur (en haar latere echtgenoot) Jean-Pierre Beltoise. Mede hierdoor raakte de jonge François aangetrokken tot het racen; op zijn zestiende racete hij met z'n vrienden op scooters door de straten van Parijs. Later ging zijn interesse meer richting autosport en in 1966 won de dan 22 jaar oude François een door Shell opgezette junior-raceklasse met als prijs een Alpine Formule 3-wagen.

## Carrière
Cevert wist in 1970 Jackie Stewart van Tyrrell Racing te verslaan tijdens een Formule 2-race op het circuit van Crystal Palace. Toen Johnny Servoz-Gavin zich na de eerste drie races van dat jaar plotseling terugtrok uit de Formule 1 ontstond er bij Tyrrell Racing een vacature die, na voorspraak van Jackie Stewart, werd vervuld door Cevert.
Aan de zijde van zijn ervaren teamgenoot en mentor toonde Cevert al snel zijn talent. In de Italiaanse Grand Prix van 1970, op Monza, behaalde hij zijn eerste punt voor het wereldkampioenschap.
In 1971 werd Cevert tweede in Frankrijk en Duitsland, beide keren achter teamleider Stewart. Vervolgens behaalde de Fransman in de seizoensafsluitende Grand Prix van de Verenigde Staten, op het pas uitgebreide circuit van Watkins Glen, zijn eerste en enige grand-prix-overwinning. Cevert werd hiermee pas de tweede Fransman die een Formule 1-wereldkampioenschapsrace won (Maurice Trintignant won in Monaco in 1955 en 1958) en ontving als prijs 50.000 Amerikaanse dollar. Het was het hoogtepunt van zijn carrière en hielp hem aan de derde plaats in het wereldkampioenschap van 1971, achter zijn mentor Stewart en zijn goede vriend Ronnie Peterson.
Cevert -- jong, knap, en (vooral bij de vrouwen) zeer populair, en dan nu ook nog derde in de ranglijst voor het wereldkampioenschap --  was alles bij elkaar genomen hét perfecte symbool voor de heropleving van de Franse autosport.
Cevert, Stewart en Tyrrell maakten de hooggespannen verwachtingen voor seizoen 1972 niet waar. Cevert moest genoegen nemen met tweemaal een tweede plaats (in de Grand Prix van België en in Grand Prix van de VS), en een vierde plaats in zijn thuisrace in Frankrijk op het circuit van Clermont-Ferrand. Een lichtpunt in een verder teleurstellend jaar was zijn tweede plaats bij de 24 uur van Le Mans, in een Matra-Simca 670, samen met de Nieuw-Zeelander Howden Ganley.
In 1973 reed Cevert weer goed mee en stapelden de podiumplaatsen zich op; hij eindigde zes keer als tweede (direct achter Stewart, die hij steeds beter bijhield (en die zelfs vermoedde dat Cevert hem expres voor liet gaan) en één keer als derde. 
Zijn derde wereldtitel kon Stewart niet meer ontlopen en mede omdat Cevert hem ondertussen leek te evenaren in rijvaardigheid had hij heimelijk het plan opgevat om na de laatste race dat jaar --op Watkins Glen, in de Grand Prix van de VS-- met pensioen te gaan. Cevert zou dan in 1974 teamleider worden en waarschijnlijk een van de grote favorieten zijn voor het wereldkampioenschap van 1974. 

### Overlijden
Juist in die laatste wedstrijd van het seizoen 1973 op Watkins Glen ging het echter mis in de kwalificatieronde. Cevert en zijn goede vriend Ronnie Peterson waren in gevecht om de felbegeerde pole position toen Ceverts wagen in de snelle opwaartse rechts/links-combinatie, bekend als The Esses, iets te ver naar links kwam en een tik kreeg van de kerb. De wagen schoot hierdoor naar de rechterzijde van de baan, waar hij de karakteristieke lichtblauwe vangrails van het circuit raakte, in een spin terechtkwam en weer naar de linkerkant van de baan schoot. Met zo'n 240 km/uur reed Ceverts wagen vrijwel loodrecht de Armco-barrier (vangrails) aan de linkerzijde in, die daardoor losgerukt werd en omhoog kwam; de wagen ging er (deels) onderdoor. Cevert was op slag dood; zijn lichaam was door de vangrail in tweeën gesneden.
Ronnie Peterson keerde net als de overige coureurs terug naar de pits. In 1975 werd hij in een documentaire van de Zweedse omroep SVT geïnterviewd. Daarin beschreef hij, nog steeds zichtbaar aangeslagen, het vreselijke aanzicht van Ceverts lichaam, dat verspreid lag tussen de wrakstukken. Peterson vertelde ook dat Cevert zijn beste vriend was in de Formule 1.
Jackie Stewart was als een van de laatsten ter plaatse en zei later: "They [the marshals] had left him [in the car], because he was so clearly dead." Vanwege Ceverts dood trok Tyrrell zich terug uit de Grand Prix; Jackie Stewart reed niet zijn geplande laatste (en honderdste) race. 
Cevert werd 29 jaar en 224 dagen oud. Hij werd begraven op de begraafplaats van Vaudelnay, in het dorp Vaudelnay, Maine-et-Loire.

## Palmares
- Winnaar Volant shell (1966)
- Kampioen Formule 3 (1968)
- Kampioenschap Formule 2 : 3e (1969)
- In Formule 1 :
  - 47 Grands Prix  (46 starts)
  - 1 overwinning (Grote Prijs Verenigde Staten 1971)
  - 10 tweede plaatsen.
  - Kampioenschap : 3e in 1971, 7e in 1972, 4e in 1973).
- 2e in de 24 uur van Le Mans 1972
- Winnaar in Donnybrooke (Can-Am, 1972)